# تأثير بوديتش
تأثير بوديتش (Bowditch effect) هو أسلوبٌ ذاتيّ التنظيم يزيد من انقباض عضلة القلب عند ارتفاع معدل ضرباته، ويُعْرَفُ هذا التأثير أيضًا باسم ظاهرة التركيم أو تأثير التركيم أو الأثر التَدَرُّجِي.
ويُعد أحد التفسيرات الذي يوضح طريقة عمل «تأثير بوديتش» هو عدم قدرة مضخة الصوديوم والبوتاسيوم على مواكبة تدفق الصوديوم عند ارتفاع معدل ضربات القلب، فقد يرتفع معدل الضربات مثلاً بسبب تحفيز الادرينالين مما يزيد من نشاط قنوات الكالسيوم طويلة الأمد (L-Type)، ويعمل مبادل الصوديوم والكالسيوم على خفض معدلات الكالسيوم بين الخلايا؛ حيث يُسمح لثلاثة أيونات من الصوديوم بالتدفق أسفل التدرج في مقابل أيون واحد من الكالسيوم للتدفق خارج الخلية، وعندما يزداد معدل ضربات القلب ويقل طول انبساطه، تعجز مضخة الصوديوم والبوتاسيوم، والتي تزيل أيونات الصوديوم التي أنتجها مبادل الصوديوم والكالسيوم في الخلية، عن مواكبة معدل تدفق الصوديوم، الأمر الذي يقلل من كفاءة مبادل الصوديوم والكالسيوم؛ حيث يقل انحدار الصوديوم مما يتسبب في تراكم الكالسيوم داخل الخلية، وهذا بدوره يؤدي إلى تراكم الكالسيوم في خلايا عضلة القلب عن طريق مبادل الصوديوم والكالسيوم، وتنتج عن ذلك حالةٌ أكبرٌ من التأثير في التقلص العضلي، وهي آليةٌ يتم ملاحظتها أيضًا عند تناول الغليكوسيدات القلبية.
وبالتناوب، توجد آليةٌ أخرى وهي مبادل «الصوديوم والكالسيوم الغشائي» والذي يعمل بصورةٍ مستمرة، حيث يتوفر لديه متسعٌ أقل من الوقت لإزالة أيونات الصوديوم التي تصل إلى الخلية بسبب قصر انبساط عضلة القلب مع وجود عامل المؤثر الإيجابي على الميقاتية الذي يزيد من سرعة نبضات القلب، وبعد زيادة نسبة تركيز الكالسيوم في الخلية، يليه عامل إنوتروب (inotropy) موجب يعمل على زيادة قوة الانقباضات العضلية.